# Axel Petterson
Karl Axel Petterson, född 25 oktober 1877 i Nikolai församling i Stockholm, död 7 februari 1958 i Uppsala församling, var en svensk läkare. 
Efter studentexamen 1895 blev Petterson medicine kandidat 1900, medicine licentiat 1906 i Uppsala, amanuens vid Sahlgrenska sjukhusets kirurgiska avdelning och vid kirurgiska kliniken i Uppsala och underkirurg vid denna klinik. Han var biträdande lärare i kirurgi 1908–1909, 1912–1916 och 1917–42, tf. professor i obstetrik och gynekologi och i kirurgi vid olika tillfällen, läkare vid Samariterhemmet och praktiserande kirurg från 1912. Han blev medicine hedersdoktor i Uppsala 1927, var stadsfullmäktig 1919–1936, ledamot av olika nämnder, landstingsman från 1931 och medlem av Akademiska sjukhusets direktion från 1934.